# 遍照院 (久留米市)
遍照院（へんじょういん）は福岡県久留米市にある真言宗大覚寺派の寺院。

## 概要
1656年創立。創立者は法印快応。久留米城内にあった祇園寺の末寺であった。祇園寺は明治維新後に廃寺になった。本尊は聖観世音菩薩。
勤皇志士高山彦九郎の墓がある。日本庭園も有名。

## 所在地
〒830-0014 福岡県久留米市寺町56